# Бохня (станция)
Бохня (пол. Bochnia) — пассажирская и грузовая железнодорожная станция в городе Бохня в Малопольском воеводстве Польши. Имеет 2 платформы и 3 пути.
Станция была построена на линии Галицкой железной дороги имени Карла Людвига (Краков — Тарнув — Жешув — Пшемысль — Львов — Красное — Тернополь — Подволочиск) в 1856 году, когда эта территория была в составе Королевства Галиции и Лодомерии. В настоящий момент станция расположена на польском участке линии Краков-Главный — Медыка,
ведущей к польско-украинской границе.